# Ko Itakura
Ko Itakura (板倉 滉 Itakura Kō?, Yokohama, Kanagawa, 27 de enero de 1997) es un futbolista japonés que juega como defensa en el Ajax de Ámsterdam de la Eredivisie.

## Trayectoria
En enero de 2019 fue fichado por el Manchester City F. C., que inmediatamente lo cedió al F. C. Groningen durante temporada y media. Pasado ese tiempo se extendió la cesión un año más.
Para la temporada 2021-22 fue el F. C. Schalke 04 quien logró su cesión. Ayudó al equipo a ascender a la 1. Bundesliga pero la opción de compra que tenían no la ejercieron por una cuestión económica. A pesar de ello siguió en Alemania, ya que el 2 de julio el Borussia Mönchengladbach anunció su fichaje por cuatro años. Cumplió tres de ellos y el 8 de agosto de 2025 fue traspasado al Ajax de Ámsterdam.

## Selección nacional

### Participaciones en Copas del Mundo
| Mundial      | Sede  | Resultado        | Partidos | Goles |
| ------------ | ----- | ---------------- | -------- | ----- |
| Mundial 2022 | Catar | Octavos de final | 3        | 0     |

## Estadísticas

### Clubes
Actualizado al último partido disputado el 17 de mayo de 2025.
| Club                                | Div.          | Temporada     | Liga  | Liga  | Copas nacionales | Copas nacionales | Copas internacionales | Copas internacionales | Total | Total |
| Club                                | Div.          | Temporada     | Part. | Goles | Part.            | Goles            | Part.                 | Goles                 | Part. | Goles |
| ----------------------------------- | ------------- | ------------- | ----- | ----- | ---------------- | ---------------- | --------------------- | --------------------- | ----- | ----- |
| Kawasaki Frontale Japón             | 1.ª           | 2016          | 3     | 0     | 4                | 0                | ―                     | ―                     | 7     | 0     |
| Kawasaki Frontale Japón             | 1.ª           | 2017          | 5     | 0     | 7                | 0                | 3                     | 1                     | 15    | 1     |
| Kawasaki Frontale Japón             | Total club    | Total club    | 8     | 0     | 11               | 0                | 3                     | 1                     | 22    | 1     |
| Vegalta Sendai Japón                | 1.ª           | 2018          | 24    | 3     | 7                | 0                | ―                     | ―                     | 31    | 3     |
| Vegalta Sendai Japón                | Total club    | Total club    | 24    | 3     | 7                | 0                | 0                     | 0                     | 31    | 3     |
| F. C. Groningen · Países Bajos      | 1.ª           | 2019-20       | 22    | 0     | 1                | 0                | ―                     | ―                     | 23    | 0     |
| F. C. Groningen · Países Bajos      | 1.ª           | 2020-21       | 35    | 1     | 1                | 0                | ―                     | ―                     | 36    | 1     |
| F. C. Groningen · Países Bajos      | Total club    | Total club    | 57    | 1     | 2                | 0                | 0                     | 0                     | 59    | 1     |
| F. C. Schalke 04 · Alemania         | 2.ª           | 2021-22       | 31    | 4     | 1                | 0                | ―                     | ―                     | 32    | 4     |
| F. C. Schalke 04 · Alemania         | Total club    | Total club    | 31    | 4     | 1                | 0                | 0                     | 0                     | 32    | 4     |
| Borussia Mönchengladbach · Alemania | 1.ª           | 2022-23       | 24    | 0     | 1                | 0                | ―                     | ―                     | 25    | 0     |
| Borussia Mönchengladbach · Alemania | 1.ª           | 2023-24       | 20    | 3     | 2                | 0                | ―                     | ―                     | 22    | 3     |
| Borussia Mönchengladbach · Alemania | 1.ª           | 2024-25       | 31    | 3     | 2                | 1                | ―                     | ―                     | 33    | 4     |
| Borussia Mönchengladbach · Alemania | Total club    | Total club    | 75    | 6     | 5                | 1                | 0                     | 0                     | 80    | 7     |
| Ajax de Ámsterdam · Países Bajos    | 1.ª           | 2025-26       | 0     | 0     | 0                | 0                | 0                     | 0                     | 0     | 0     |
| Ajax de Ámsterdam · Países Bajos    | Total club    | Total club    | 0     | 0     | 0                | 0                | 0                     | 0                     | 0     | 0     |
| Total carrera                       | Total carrera | Total carrera | 195   | 14    | 26               | 1                | 3                     | 1                     | 224   | 16    |

## Palmarés

### Títulos nacionales
| Título    | Club              | País  | Año  |
| --------- | ----------------- | ----- | ---- |
| J1 League | Kawasaki Frontale | Japón | 2017 |